# 김준곤
김준곤(金俊坤, 1925년 3월 28일 ~ 2009년 9월 29일)은 대한민국의 목사로 본관은 김해(金海)이고, 출생지는 전라남도 신안군 지도읍이다. '한국대학생선교회'(CCC)를 설립하고 국가조찬기도회를 시작한 인물이다. 본래 대한예수교장로회(합동) 소속이었으나 훗날 예장합동을 탈퇴하고 한국독립교회선교단체연합회 창설에 가담하였다. 신학자의 딸로서 구약신학자이며 횃불트리니티신학대학원대학교의 총장인 김윤희 박사가 있다. 

## 생애
김 목사는 1925년 전라남도 신안군에서 태어나 무안농업실수학교(현 무안중학교)를 졸업한 뒤 만주의 동양척식회사에서 신앙 생활을 시작했으며, 48년 서울 남산의 장로회신학교를 제1회로 졸업했다.  동기생으로는 정규오 목사와 신복윤 목사, 조동진 목사 등 한국교회의 유명한 목회자들이 있다. 1951년 대한예수교장로회 전남노회에서 목사안수를 받은 후 조선대학교 문학과를 졸업하고 광주숭일중·고등학교 교목, 교장을 지냈다. 1957년 미국 풀러신학교로 유학을 떠났다.
그의 아버지는 6.25 당시 좌익에 의해 학살당하고 첫번째 아내 인정진도 순교하였다. 첫딸 김은희(소천)가 있고, 두번째 부인 전효심의 자녀로 김신희(소천), 김윤희(횃불트리니티 신학대학원 교수)·김희수(번역가)가 있고 사위로 이창조, 심종택, 박성민(한국CCC 대표)·서정인(한국컴패션 대표)이 있다.

## CCC와 김준곤
김 목사는 풀러신학교 유학시절 CCC 설립자 빌 브라이트 박사를 만나 한국에서도 대학생선교회를 시작하라고 지도 받고 귀국, 한국 CCC를 창설하고 서울대학교, 고려대학교, 이화여자대학교 등을 직접 다니며 전도에 나섰다.
김 목사는 대학 동아리형식으로 모여 선교와 봉사활동을 하는 한국대학생선교회를 1958년 11월 서울에서 창설해 오늘 날 330개 대학에 1만6천500명의 회원을 가진 단체로 길러냈다.

## 김준곤의 활동
김준곤 목사는 또 '민족'과 '봉사'의 개념을 선교에 도입해 민족복음화 운동에 앞장섰으며, 미국 유학시절 접한 조찬기도회를 모방하여 1965년 대한민국 국회조찬기도회, 1966년 국가조찬기도회를 창설했다. 김 목사는 1968년에는 민족복음화를 위한 '나사렛형제들'을 창단했고, 지역단위 전도를 위한 사랑방운동을 펼치기도 했다. 아울러 1998년부터 2006년까지는 우리민족서로돕기운동 상임공동대표를 맡아 북한주민 돕기에도 나섰고, 2002년에는 이웃종교 지도자들과 함께 직접 조선민주주의인민공화국을 방문했다. 김 목사는 1974년 8월 30만여명이 5박6일간 여의도 광장에서 집회를 하고 철야기도를 한 '엑스폴로 74' 대회를 통해 CCC에 대한 인지도를 높였다. 저서로는 『예수칼럼』‧『김준곤 문설집』‧『김준곤 명상』‧『김준곤 예화』‧『김준곤 설교 Ⅰ‧Ⅱ』‧『영원한 첫사랑과 생명언어』‧『리바이벌』 등이 있다.

## 김준곤의 영향
김 목사가 2003년 2월 CCC 국가대표직에서 물러날 때까지 CCC를 거쳐간 대학생은 약 30만명에 이른다. 남서울은혜교회 홍정길 목사는 CCC총무 출신, 온누리교회 하용조 목사도 CCC간사 출신이고,  정운찬 총리, 이광자 서울여대 총장, 주수일 칠성섬유 회장, 박세환 예비역 육군대장 등이 대표적인 CCC 출신인사들이다.

## 같이 보기
- 한국의 기독교